# Max Lange (Künstler)
Johann Joseph Max Lange (* 29. März 1868 in Köln; † 22. September 1947 in Bad Tölz) war ein deutscher Arzt und spätimpressionistischer Bildhauer, Maler, Zeichner und Radierer.

## Leben

### Wirken als Mediziner
Max Lange entstammte einer ursprünglich im Kurfürstentum Hessen beheimateten Familie. Er war der jüngste Sohn des bekannten Kölner Architekten August Carl Lange (1834–1884) und dessen Ehefrau Christiane Rosalie Lange geborene Aubel, Tochter des Malers Karl Christian Aubel. Lange besuchte das Gymnasium in Köln und studierte von 1883 bis 1891 an der Universität Leipzig Medizin. Anschließend arbeitete er als Arzt am Pathologisch-Anatomischen Institut der Universität Leipzig und wurde am 9. Juli 1894 bei den Professoren Felix Victor Birch-Hirschfeld, Lehrstuhl für Pathologische Anatomie, und Heinrich Curschmann, Ordinarius für Innere Medizin, promoviert. Zugleich war er als Dozent für plastische Anatomie an der Leipziger Kunstakademie tätig.

### Wirken als Künstler

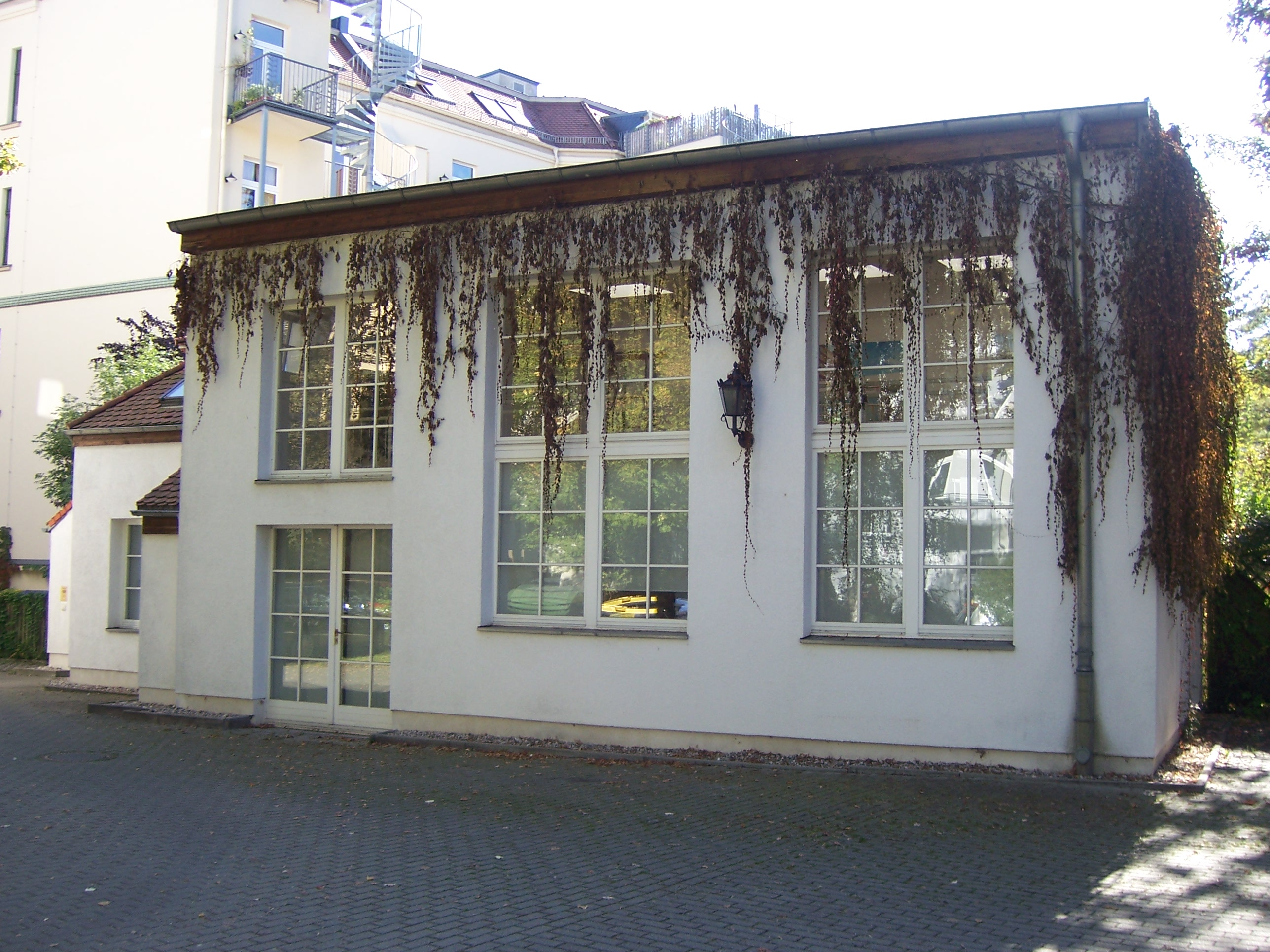
Ehemaliges Atelier von Max Lange in Leipzig-Gohlis

Lange war bereits mit seiner Habilitation beschäftigt, als er seine medizinische Laufbahn aufgab, um sich als Autodidakt in kurzer Zeit zu einem sehr gefragten Bildhauer zu entwickeln, dessen frühe Werke, z. B. die bronzenen Plastiken Nackter Jüngling mit Stab (1903) und Lucifer (1906), große künstlerische Könnerschaft bewiesen.
Anfänglich war er dem Jugendstil verbunden. Lange schuf zahlreiche Porträtbüsten, Denkmale, Grabmäler, Medaillen und Plaketten für öffentliche und private Auftraggeber, insbesondere für die Gelehrten der Leipziger Universität.
Im Jahr 1900 wurde die Leipziger Kunstakademie in die Königliche Akademie für graphische Künste und Buchgewerbe umgewandelt, und ein Jahr später übernahm Max Seliger das Direktorat. Dieser nahm eine Neuausrichtung der Anstalt vor und stellte dabei die Werkstatt des Kunstschaffenden in den Vordergrund. Wohl im Rahmen dieser Neuausrichtung bot Seliger Max Lange, dem schon nach neun Jahren der Professorentitel verliehen worden war, 1908 ein Lehramt an, das Lange aber wegen eigener schöpferischer Pläne ausschlug.
Am 23. Dezember 1910 heiratete er in Leipzig die Dänin Nora Kjaer (1874–1927) und zog mit ihr in den Stadtteil Gohlis, wo er sich nunmehr auch sein Atelier einrichtete.
Ein bezeichnendes Beispiel für seine Auflösung einer organischen Verbindung von Architektur und Skulptur ist der mit dem ersten Preis eines Wettbewerbs ausgezeichnete „Puttenbrunnen“ in Leipzig, den er im Jahre 1913 entwarf.
1917 verließ das Künstlerpaar Leipzig und wurde nach Aufenthalten in Wernigerode, Göttingen, Assens und Schorndorf im November 1921 in München ansässig, wo es ein unstetes, von wechselnden Wohnanschriften und zahlreichen Reisen gekennzeichnetes Leben führte.
Nach dem plötzlichen Tod seiner Frau bezog Max Lange eine Wohnung an der Hiltensberger Straße, nahe dem Münchner Nordfriedhof, wo sich ihr Grab befand.
Er richtete sich ein karg möbliertes Atelier im Hofgebäude des ehemaligen städtischen Wehramts in München ein, das als einzigen Schmuck eine mit Blumen bekränzte Marmorbüste seiner verstorbenen Frau enthielt.
Sein Alterswerk als Maler und Radierer war geprägt von der Freilichtmalerei der französischen Impressionisten. Er schuf zahlreiche Darstellungen der norddeutschen und dänischen Landschaften in Anlehnung an die französische spätimpressionistische Freilichtmalerei.
Höhepunkt seines späten Schaffens war die 1937 auf Vermittlung der mit ihm befreundeten Pianistin Elly Ney gefertigte Beethoven-Büste.
Infolge der Bombenangriffe auf München verlor Max Lange sein Obdach und zog am 22. Juli 1944 nach Kirchbichl bei Bad Tölz. 1947 starb der Künstler in einem Krankenhaus in Bad Tölz. Seine Urne wurde im Grab seiner Frau auf dem Münchner Nordfriedhof beigesetzt.
Einzelne bildhauerische Werke befinden sich als Schenkung des Künstlers in der Kunsthalle Bremen. Weitere Arbeiten befinden sich auf öffentlichen Plätzen, im Museum Leipzig oder in privaten Kunstsammlungen.

## Mitgliedschaften
Max Lange war Mitglied im Deutschen Künstlerbund.

## Werke

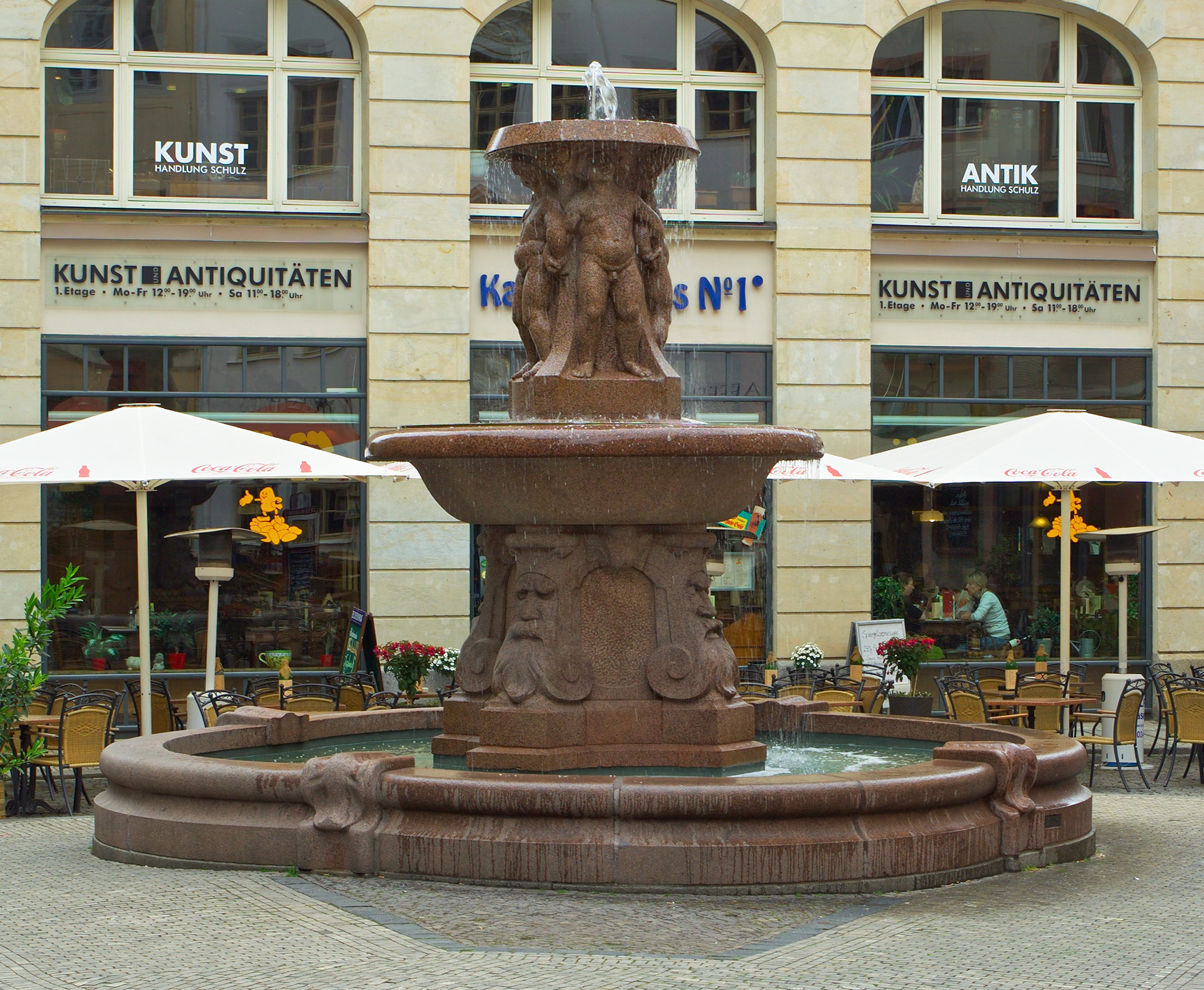
Puttenbrunnen in Leipzig
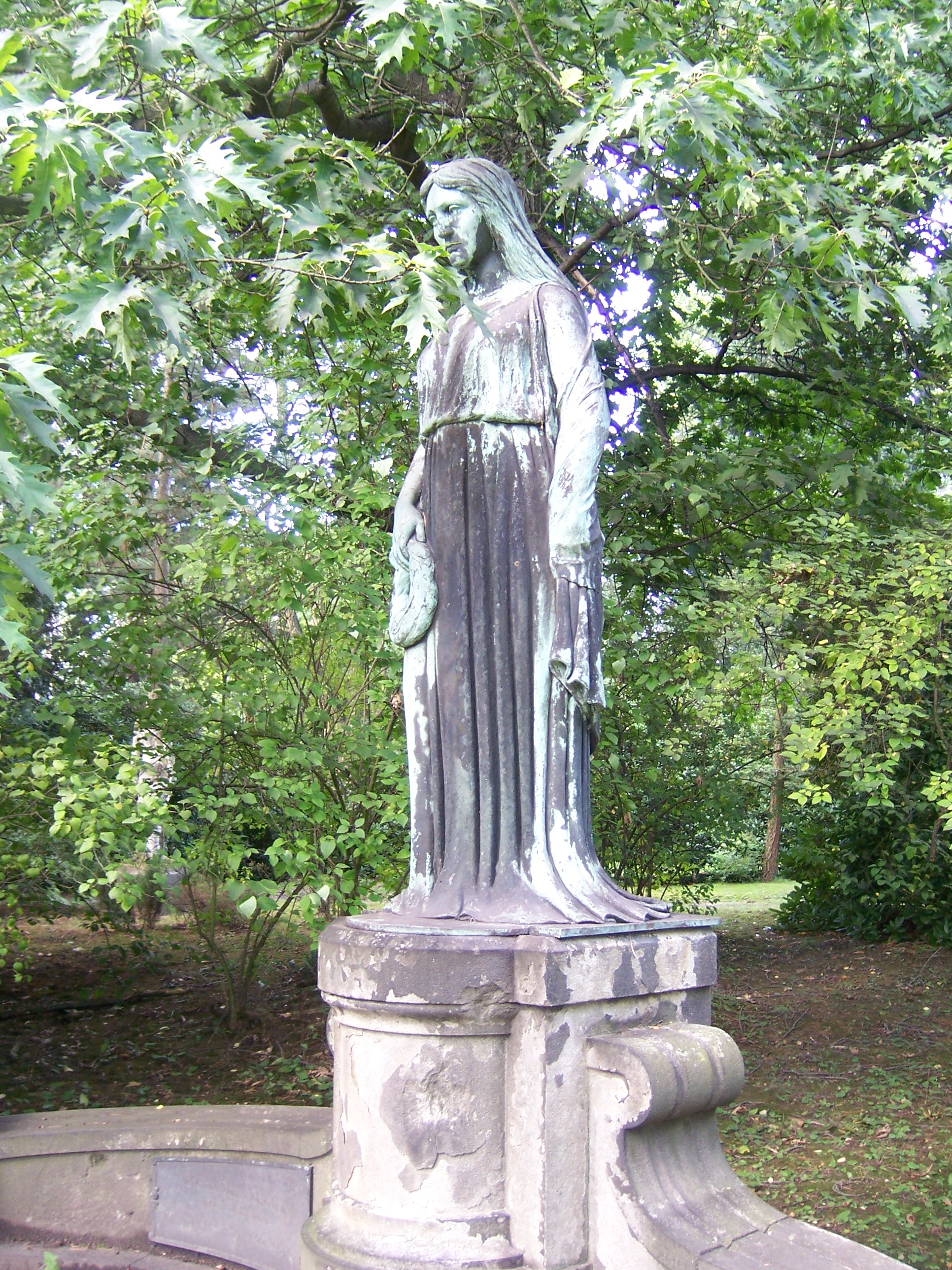
Trauernde, Grabmal Breiting auf dem Südfriedhof in Leipzig
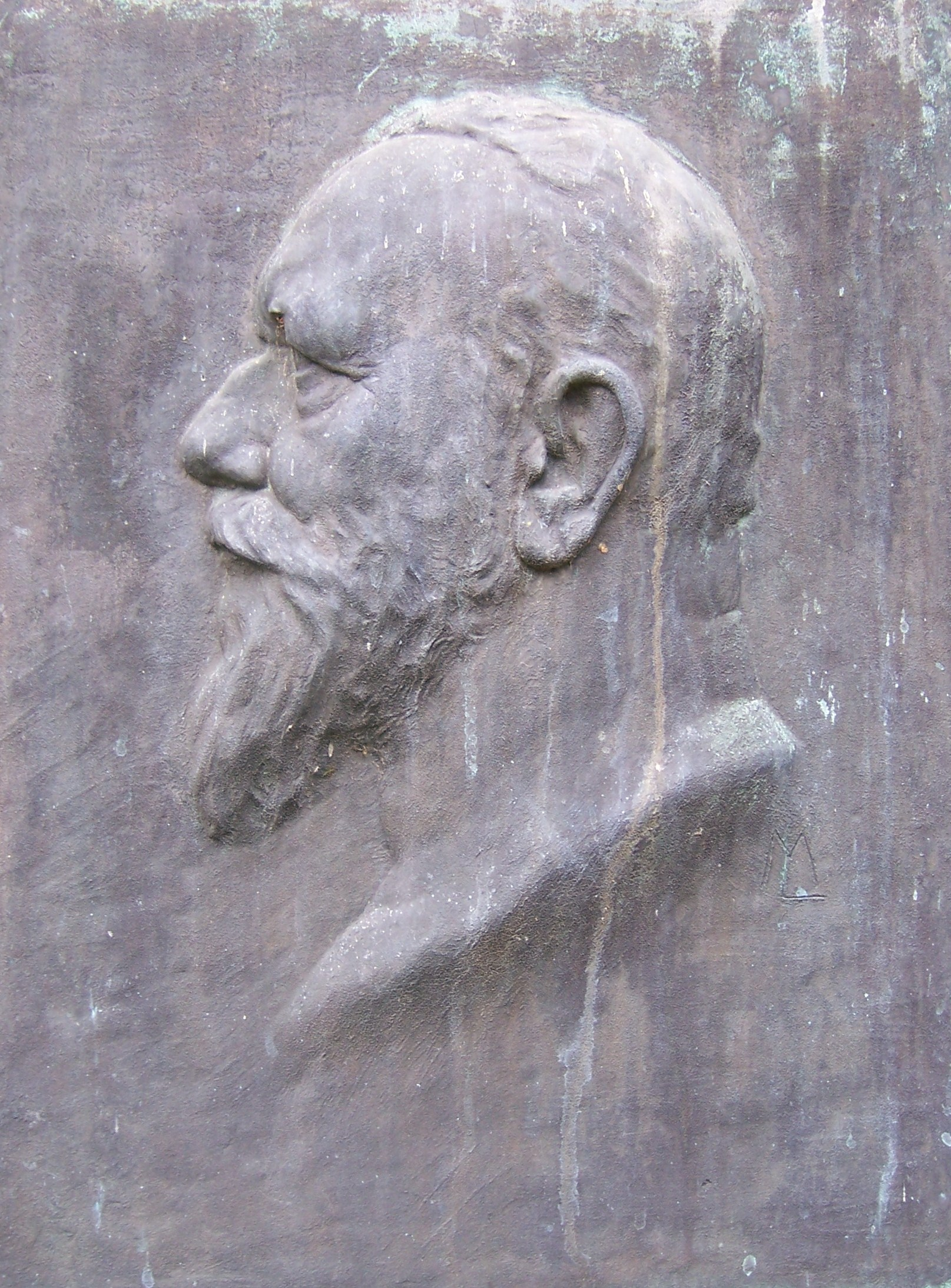
Porträt Heinrich Curschmann, Grabmal Curschmann auf dem Südfriedhof in Leipzig
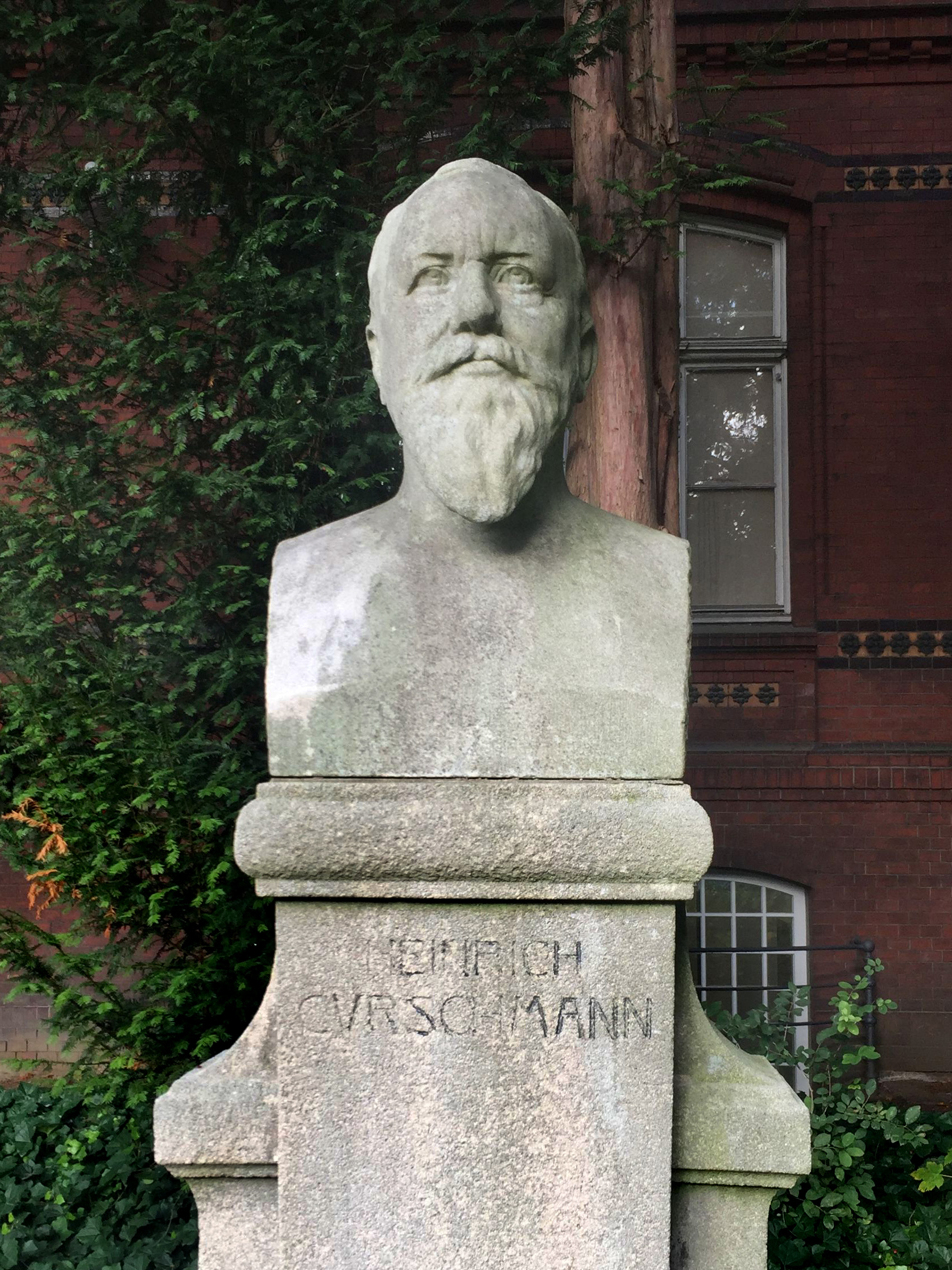
Büste Heinrich Curschmann (1911), UKE Hamburg
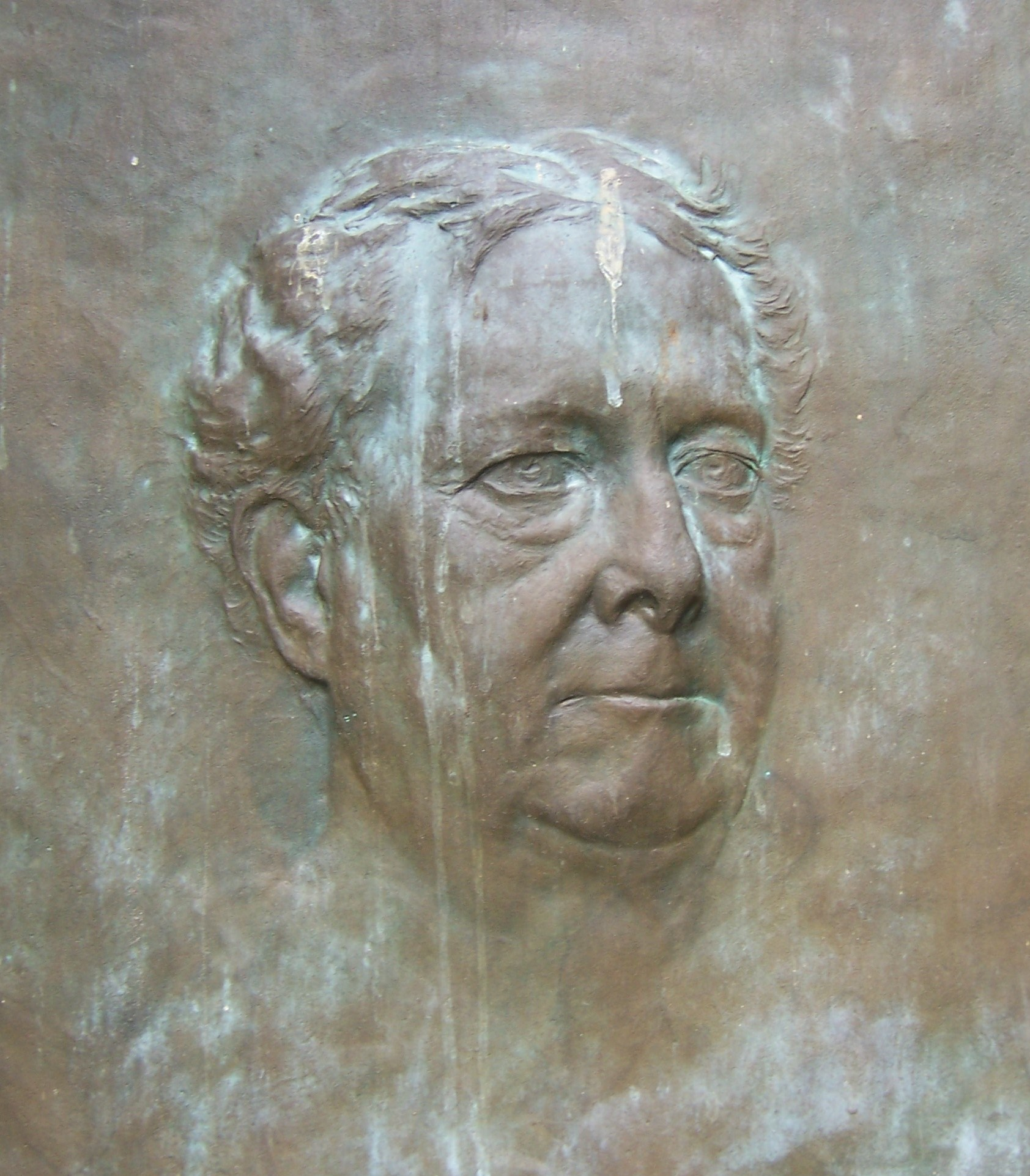
Porträt Otto Schelper, Grabmal Schelper auf dem Südfriedhof in Leipzig
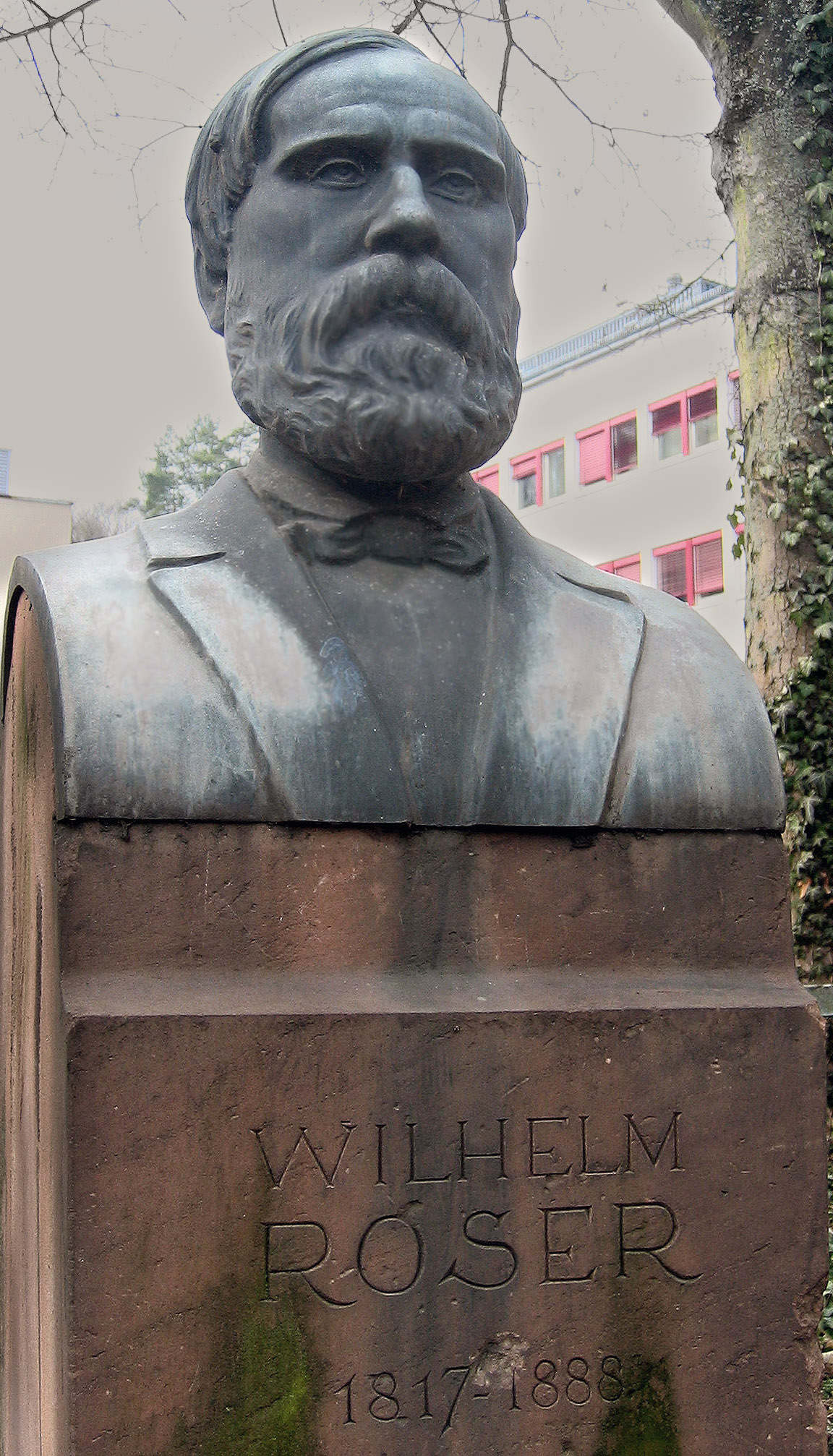
Denkmal für Wilhelm Roser in Marburg
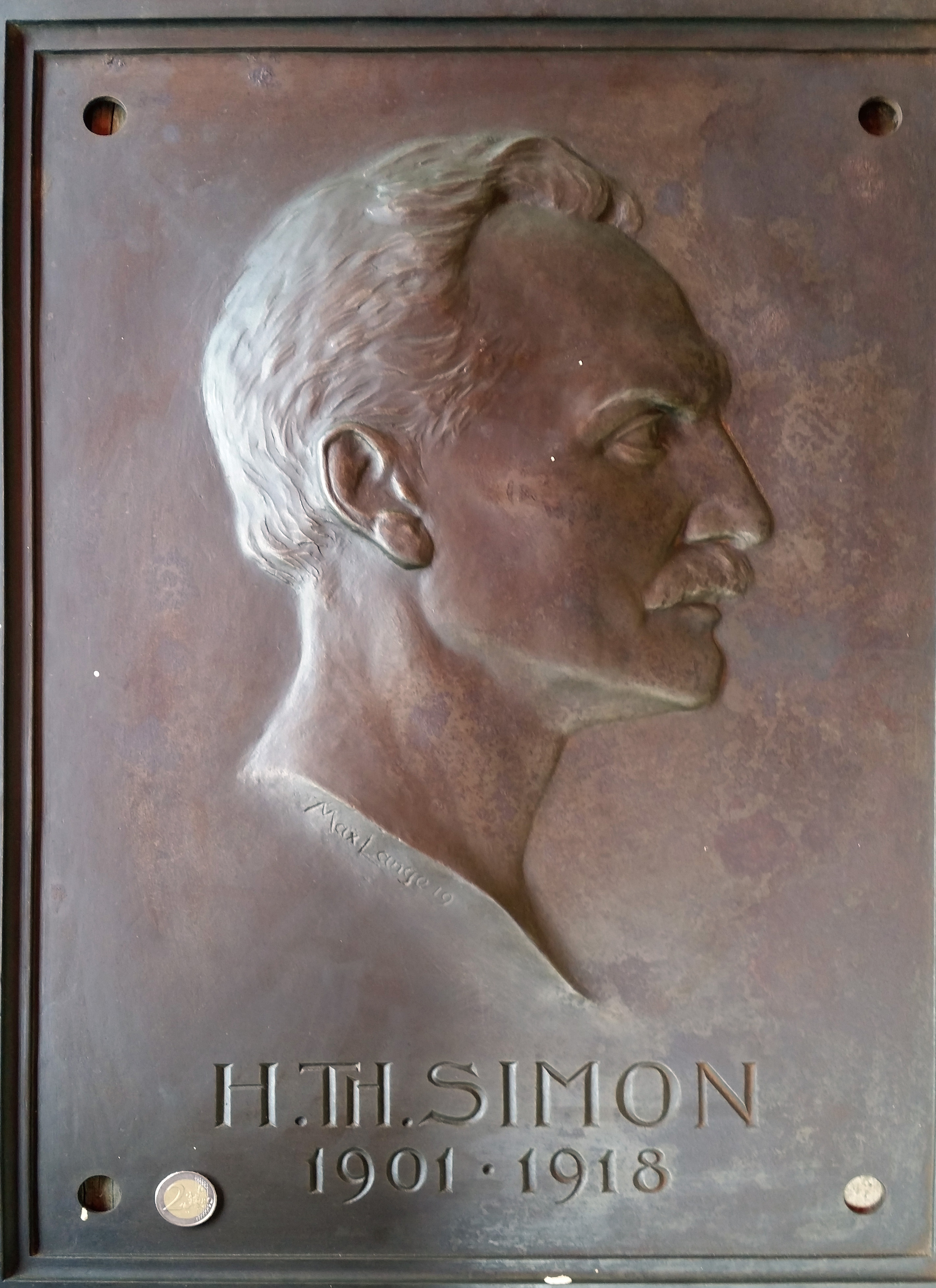
Porträt Hermann Theodor Simon (1919)

- Museum Leipzig: Bronzebüste Luzifer
- Museum Leipzig: Statuetten Infanterist und Matrose
- Südfriedhof Leipzig: vier Grabmäler (Otto Schelper, Richard Linnemann, Heinrich Curschmann, August Ferdinand Breiting)
- Bronzeguss-Porträtplakette Heinrich Curschmann (postum zum 65. Geburtstag 1911)
- Grabdenkmäler in Vejle (Veyle) für die Familie Kjaer (seine Schwiegereltern)
- Leipzig: Puttenbrunnen (Lipsia-Brunnen, 1913)
- Leipzig: Rekonstruktion des Gellert-Denkmals (ursprünglich von Adam Friedrich Oeser)
- Marburg (Lahn): Denkmal für den Chirurgen Wilhelm Roser
- Porträtbüsten von Gelehrten in den Universitäten Leipzig, Freiburg im Breisgau, Würzburg und im Albertinum Dresden* Porträtbüste von Friedrich Daniel von Recklinghausen in Straßburg (1912)
- Reliefbüste von Wilhelm Wundt (1915)
- Stahlguss-Porträtplakette Hermann Theodor Simon, Professor und Direktor an der Georg-August-Universität Göttingen 1901–1918, 43 cm × 60 cm, Guss der Werkstatt Hermann Gladenbeck (1919)
- Porträtbüste des Kunsthistorikers und Denkmalpflegers Georg Dehio (Mit dieser Büste war Lange anlässlich der XI. Olympischen Sommerspiele von 1936 in der Ausstellung „Die großen Deutschen“ vertreten.)
- Porträtbüste Max Reger in Marmor (Mit diesem Werk war Lange auf der Großen Deutschen Kunstausstellung 1937 vertreten.)
- Halle (Saale): Denkmal für Johann Christian Reil
- Hamburg-Eppendorf: Denkmale für Heinrich Curschmann und Hermann Lenhartz
- Plaketten von Paul Flechsig, Paul Julius Möbius, August Kippenberg, General Liman von Sanders, General von der Goltz, Obergeneralarzt Müller
- Medaillen von Henry Theodore Böttinger (1918), Paul Flechsig, Otto Liman von Sanders, Hermann Stegemann (1929)
- Lesender Affe (1926), Entwurf für die Porzellanmanufaktur Rosenthal (Modellnummer 254)
- Holländische Fischersfrau (1926), Entwurf für die Porzellanmanufaktur Rosenthal (Modellnummer 255)